# Milison Niasexe
Milison Niasexe (sinh ngày 16 tháng 2 năm 1986 ở Adema) là một cầu thủ bóng đá người Madagascar, hiện tại thi đấu cho Anse Réunion FC.

## Sự nghiệp quốc tế
Anh là thành viên của đội tuyển quốc gia Madagascar.